# 二見浦旅客索道
二見浦旅客索道（ふたみのうらりょきゃくさくどう）は、かつて三重県度会郡二見町茶屋（現・伊勢市二見町茶屋）の二見浦駅から音無山駅までを結んでいた索道である。また、二見ロープウェイとも呼ばれていた。

## 路線データ
- 路線距離（営業キロ）：250m
- 方式：3線交走式
- 駅数：2駅（起終点駅含む）
- 高低差：109m

## 運行形態
6時から18時まで10分間隔で運行され、元旦には日の出の30分前より臨時運転をしていた。所要時間2分。

## 歴史
- 1931年6月 二見浦旅客索道株式会社設立（資本金25万円）[1]。
- 1932年7月 二見浦駅・音無山駅間開業。
- 1942年 資材供出により廃止、撤去。

## 駅一覧
二見浦駅 - 音無山駅